# مونتيكاسينو

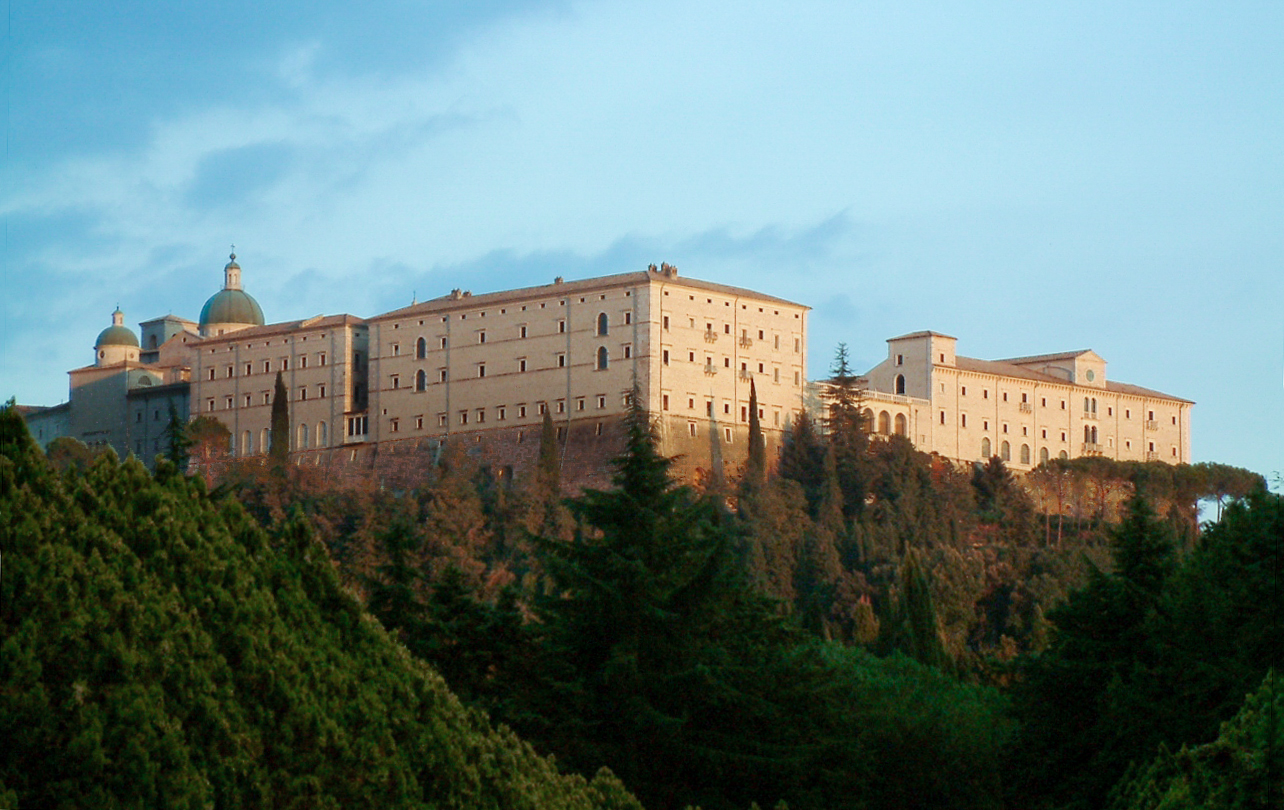
دير مونتي كاسينو بعد ترميمه.

مونتي كاسينو  هي تلة صخرية على بعد 130 كم جنوب شرقي روما في إيطاليا، وحوالي كيلومترين غرب قرية كاسينو وارتفاعها نحو 520م. قام القديس بنيندكت من نورسيا بتأسيس أول دير هنا وكانت مصدر النظام البندكتي حوالي عام 529. كما دارت معركة مونتي كاسينو في الموقع ذاته عام 1944.

## أعلام
- فكتور الثالث